# CD37
CD37 (англ. CD37 molecule) – білок, який кодується однойменним геном, розташованим у людей на короткому плечі 19-ї хромосоми. Довжина поліпептидного ланцюга білка становить 281 амінокислот, а молекулярна маса — 31 703.
| 10         |  | 20         |  | 30         |  | 40         |  | 50         |
| ---------- |  | ---------- |  | ---------- |  | ---------- |  | ---------- |
| MSAQESCLSL |  | IKYFLFVFNL |  | FFFVLGSLIF |  | CFGIWILIDK |  | TSFVSFVGLA |
| FVPLQIWSKV |  | LAISGIFTMG |  | IALLGCVGAL |  | KELRCLLGLY |  | FGMLLLLFAT |
| QITLGILIST |  | QRAQLERSLR |  | DVVEKTIQKY |  | GTNPEETAAE |  | ESWDYVQFQL |
| RCCGWHYPQD |  | WFQVLILRGN |  | GSEAHRVPCS |  | CYNLSATNDS |  | TILDKVILPQ |
| LSRLGHLARS |  | RHSADICAVP |  | AESHIYREGC |  | AQGLQKWLHN |  | NLISIVGICL |
| GVGLLELGFM |  | TLSIFLCRNL |  | DHVYNRLARY |  | R          |  |            |

A: Аланін

C: Цистеїн

D: Аспарагінова кислота

E: Глутамінова кислота

F: Фенілаланін

G: Гліцин

H: Гістидин

I: Ізолейцин

K: Лізин

L: Лейцин

M: Метіонін

N: Аспарагін

P: Пролін

Q: Глутамін

R: Аргінін

S: Серин

T: Треонін

V: Валін

W: Триптофан

Задіяний у такому біологічному процесі, як альтернативний сплайсинг. 
Локалізований у мембрані.